# Список главных тренеров ФК «Интернасьонал»
Ниже представлен список главных тренеров футбольного клуба «Интернасьонал» с момента образования клуба в 1909 году по настоящее время.

## Главные тренеры клуба
- Жозе Поппе Леан (1909)
- Карлос Клуве и  Орасио Карвалью (1910—1915)
- Рикардо Клуве (1916)
- Симон Алвес (1917)
- Марио Кунья (1918)
- Карлос Клуве (1919—1921)
- Жозе Луис Годолфин (1922)[1]
- Тулиу Араужу (1923)
- Карлос Де Лоренси (1923)
- Жалма Пашеко (1924)
- Рикардо Клуве (1925)
- Луис Салес (1926)
- Тито Арреги (1926)[2]
- Эделберто Мендонса (1927)
- Луис Аугусто Корреа Лима (1928)
- Мануэл Травассос (1929)
- Жан Рифф (1929)[2]
- Мигель Хента (1930)[2]
- Карлос Де Лоренци (1931)
- Мигель Хента (1932)[2]
- Жан Рифф (1933—1934)[2]
- Марио де Абреу (1934—1935)
- Оскар Паррот (1935)
- Милтон Соуто Майор (1936)
- Инокенсио Травассос Соуто (1936)
- Бернардо де Соуза Нето (1937)
- Абрахан Фернандес Боусас (1937)
- Исаак Голденберг (1937)[2]
- Абрахан Фернандес Боусас (1938)
- Артур Торриани (1939)
- Руи Азеведо и Соуза (1940)
- Бенжамин Симойнс (1940)
- Ворми Бокорни (1941)
- Рикардо Диес (1942)[2]
- Марио де Абреу (1942)
- Орландо Каведини (1942)
- Карлос Рибейро да Силва (1943)
- Ворми Бокорни (1943)
- Дарио Летона (1944)[2]
- Орландо Каведини (1944)
- Эрминио де Брито (1945)
- Дарио Летона (1946)[2]
- Карлос Воланте (1946—1948)[2]
- Феликс Магно (1949)[2]
- Орландо Каведини (1949)
- Алфеу (1949—1950)
- Альфредо Гонсалес (1950)[2]
- Тете (1951—1957)
- Гастон Леал (1957)
- Мартин Франсиско (1958)
- Луис Энжелке (1958)
- Сервиро Родригес (1959)
- Силвио Пирилло (1959)
- Тете (1960)
- Абелард Жак Норонья (1960)
- Жуан Карлос Кунья (1960—1961)
- Сержио Моасир Торрес (1961)
- Карлос Фронер (1962)
- Педро Арио Фигейро (1962)
- Абелард Жак Норонья (1963)
- Сержиу Моасир Торрес (1964)
- Абилиу дос Рейс (1965)
- Ларри (1965)
- Паулинью де Алмейда (1966)
- Феликс Магно (1966)[2]
- Мендес Рибейро (1966)
- Сержиу Моасир Торрес (1967)
- Педру Арио Фигейро (1967)
- Освалду Ролла (1968)
- Далтро Менезес (1968—1971)
- Дино Сани (1971—1974)
- Рубенс Минелли (1974—1976)
- Карлос Кастилью (1977)
- Сержиу Моасир Торрес (1977)
- Карлос Жайнети (1977—1978)
- Клаудио Дуарте (1978—1979)
- Зе Дуарте (1979)
- Энио Андраде (1979—1980)
- Марио Жулиато (1981)
- Клаудио Дуарте (1981)
- Эрнесто Гедес (1982—1983)
- Дино Сани (1983—1984)
- Отасилиу Гонсалвес (1984—1985)
- Омеру Кавальейро (1986—1987)
- Эниу Андраде (1987)
- Карлос Жайнети (1988)
- Шикинью (1988)
- Абел Брага (1988—1989)
- Пауло Сезар Карпежиани (1989)
- Клаудио Дуарте (1989)
- Браулио (1989)
- Жозе Луис Карбоне (1989)
- Эрнесто Гедес (1990)
- Левир Кулпи (1990)
- Валдир Эспиноза (1990)
- Орландо Бьянкини (1990)
- Энио Андраде (1990—1991)
- Абел Брага (1991)
- Клаудио Дуарте (1991)
- Антонио Лопес (1992)
- Энио Андраде (1993)
- Фалькао (1993)
- Прокопиу Кардозу (1994)
- Клаудио Дуарте (1994—1995)
- Абел Брага (1995)
- Педро Роча (1996)[2]
- Нелсиньо Баптиста (1996)
- Элиас Фигероа (1996)[2]
- Селсо Рот (1997—1998)
- Сассия (1998)
- Отасилио Гонсалвес (1998)
- Пауло Аутуори (1999)
- Валмир Лоурус (1999)
- Эмерсон Леао (1999)
- Зе Марио (2000—2001)
- Клаудио Дуарте (2001)
- Карлос Алберто Парейра (2001)
- Иво Вортман (2002)
- Гуто Феррейра (2002)
- Селсо Рот (2002)
- Клаудио Дуарте (2002)
- Муриси Рамальо (2003)
- Лори Сандри (2004)
- Жоэл Сантана (2004)
- Муриси Рамальо (2004—2005)
- Абел Брага (2006—2007)
- Алешандре Гало (2007)
- Абел Брага (2007—2008)
- Тите (2008—2009)
- Марио Сержио (2009)
- Хорхе Фоссати (2010)
- Селсо Рот (2010—2011)
- Фалькао (2011)
- Осмар Лосс (и. о.) (2011)
- Доривал Жуниор (2011—2012)
- Фернандан (2012)
- Осмар Лосс (и. о.) (2012)
- Дунга (2012—2013)
- Осмар Лосс (и. о.) (2013)
- Клемер (и. о.) (2013)[3]
- Абел Брага (2014)
- Диего Агирре (2015)
- Аржел Фукс (2015—2016)
- Фалькао (2016)
- Селсо Рот (2016)
- Лиска (и. о.) (2016)
- Антонио Карлос Заго (2017)
- Гуто Феррейра (2017)
- Одаир Элман (и. о. в 2017) (2018—2019)
- Рикардо Колбакини (и. о.) (2019)
- Зе Рикардо (2019)
- Эдуардо Коудет (2020)
- Абел Брага (2020—2021)
- Мигель Анхель Рамирес (2021)
- Осмар Лосс (и. о.) (2021)
- Диего Агирре (2021)
- Александер Медина (2022)
- Кауан ди Алмейда (и. о.) (2022)
- Мано Менезес (2022—2023)
- Эдуардо Коудет (2023—2024)
- Пабло Фернандис (и. о.) (2024)
- Рожер Машадо (2024—н. в.)